# On dira des bêtises
On dira des bêtises est un vaudeville en 1 acte d'Eugène Labiche, Raymond Deslandes et Alfred Delacour représenté pour la 1re fois à Paris au Théâtre des Variétés le 11 février 1853.
Cette pièce a été publiée par les Éditions Beck.

## Distribution
| Acteurs et actrices ayant créé les rôles |                   |
| Personnage                               | Acteur ou actrice |
| Dubouquet, riche provincial              | Numa              |
| Paul Dubouquet, son neveu                | M. Duvernoy       |
| Bigaro, ami de Dubouquet                 | M. Kopp           |
| Beauregard, propriétaire                 | M. Charier        |
| Plantin, neveu de Beauregard             | M. Octave         |
| Le général                               | M. Delière        |
| Adolphe                                  | M. Rhéal          |
| Un Henri (le sourd)                      | M. Édouard        |
| Un Pierrot                               | M. Barbier        |
| Un domestique                            | M. Pellerin       |
| Mme de Prévannes                         | Mlle Gabrielle    |
| Fanny, sa nièce                          | Mlle Blanche      |
| Florentine                               | Mlle Fréneix      |
| Toinette, servante                       | Mlle Esther       |